# Hubertus Schellong
Hubertus Christian Makiri Schellong (* 27. Oktober 1941 auf Gut Koiten, heute Chojty bei Gmina Dzierzgoń, Westpreußen) ist ein deutscher Arzt.
Nach dem Studium und der Promotion (1975) in München habilitierte er sich 1988 in Köln mit einer Arbeit über die Komplikationen des Pfortaderhochdruckes. Er war bis zu seinem Ruhestand in Neuss als niedergelassener Chirurg und als Konsiliararzt für die Rheintor-Klinik Neuss tätig.
Er ist der Enkel des Geheimen Sanitätsrats Otto Schellong und trägt wie alle männlichen Nachkommen den zusätzlichen Vornamen Makiri.

## Veröffentlichungen
- Tierexperimentelle Untersuchungen zur In-situ-Perfusion und Hypothermie der Niere. Dissertation. München 1975 (Lebenslauf auf Commons).
- Klinische und ergänzende tierexperimentelle Untersuchungen zur Behandlung der portal bedingten Varizenblutung. Maschinenschriftliche Habilitationsschrift Köln 1987 (Nachweis im Katalog der ZB MED).
- Sklerosierung von Ösophagusvarizen. In: Gerhard Bueß, F. Unz, H. Pichlmaier (Hrsg.): Endoskopische Techniken. Band I, 1984, S. 78–81.
- Gerhard Bueß, J. Thon,  H. Schellong, B. Kometz: Die endoskopische Dehnungsbehandlung von Stenosen des oberen Gastrointestinaltrakts. In: H. Henning, G. Volkheimer (Hrsg.): Fortschritte der Gastroenterologischen Endoskopie. Band 14, 1985, S. 51–56.
- Gerhard Bueß, B. Kometz, Ph. v. Maercke, H. Schellong: Der peroral applizierte Tubus zur Überbrückung von Tumorstenosen. In: E. Zillessen (Hrsg.): Krankenhausarzt – Klinische Endoskopie. Band III, G. Braun Verlag, 1986, S. 17–24.
- Gerhard Bueß, B. Kometz, Ph. v. Maercke, H. Schellong: Dehnungsbehandlung an der Speiseröhre. In: H. Zillessen (Hrsg.): Krankenhausarzt – Klinische Endoskopie. Band III, G. Braun Verlag, 1986, S. 25–3.
- E. Lechler, H. Borberg, H. Schellong: Postoperativ auftretender Faktor V-Inhibitor mit Blutung. Behandlung mit Plasmaaustausch, Corticosteroiden und Cyclophosphamid. In: G. Landbeck, R. Marx (Hrsg.): 15. Hämophilie-Symposium Hamburg 1984. Springer Verlag, 1986, S. 307–314.
- P. Huber, R. Kristen, H. Erasmi, H. Schellong: Die Dopplerfrequenzanalyse in der Beurteilung des M. Raynaud. In: M. Hansmann (Hrsg.): Ultraschalldiagnostik. 86, Springer Verlag, 1986.
- Endoskopische Therapie der portal bedingten Varizenblutung. In: Gerhard Buess (Hrsg.): Endoskopie – Von der Diagnostik bis zur neuen Chirurgie. Deutscher Ärzte Verlag, Köln 1990, S. 131–143.
- 1 × 1 der ambulanten Chirurgie. Qualitätsstandards und Wirtschaftlichkeit. lehmanns media, Berlin 2011, ISBN 978-3-86541-438-0 (Auszug bei Google Books).